# Sói Mông Cổ
Sói Mông Cổ (Danh pháp khoa học: Canis lupus chanco) là một phân loài của sói xám có nguồn gốc từ Mông Cổ, miền bắc và miền trung Trung Quốc (đặc biệt là vùng Nội Mông), Hàn Quốc và vùng Ussuri của Nga. Sói Mông Cổ lần đầu tiên được mô tả bởi John Edward Gray vào năm 1863 như là Canis chanco. Tác giả Gray dựa trên mô tả của nó về bộ da của một con sói đã bị bắn hạ bởi Lieut. W. P. Hodnell ở Trung Quốc và sau đó được đem đến trưng bày ở Bảo tàng Anh bởi Lady A. Harvey. Đây là loài thú đã đi vào lịch sử và văn hóa của Mông Cổ. Nó cũng được ghi nhận trong nhiều tác phẩm mô tả về nói, trong đó đáng chú ý là tác phẩm "Tô-tem sói" của nhà văn Khương Nhung và cuốn "Phép tắc của loài sói" (Liệt Phu).